# Duncan and Another, Blacksmith Shop
Duncan and Another, Blacksmith Shop is een Amerikaanse film uit 1891. De film werd gemaakt door Thomas Edison en de acteur in de hoofdrol is James C. Duncan.